# Seznam mistrů světa v orientačním běhu – long
Seznam mistrů světa v orientačním běhu na klasické trati (longu). Tento individuální závod se běhá na Mistrovství světa od roku 1966.

## Muži
| MS 1966 | Åge Hadler        | Aimo Tepsell         | Anders Morelius      | 14,1 km, 11 kontrol                  |
| MS 1968 | Kalle Johansson   | Sture Björk          | Åge Hadler           | 14,7 km, 18 kontrol                  |
| MS 1970 | Stig Berge        | Karl John            | Dieter Hulliger      | 14,5 km, 19 kontrol                  |
| MS 1972 | Åge Hadler        | Stig Berge           | Bernt Frilén         | 13,5 km, 18 kontrol                  |
| MS 1974 | Bernt Frilén      | Jan Fjærestad        | Eystein Weltzien     | 15,9 km, 26 kontrol                  |
| MS 1976 | Egil Johansen     | Rolf Pettersson      | Svein Jacobsen       | 15,5 km, 24 kontrol                  |
| MS 1978 | Egil Johansen     | Risto Nuuros         | Simo Nurminen        | 15,7 km, 21 kontrol                  |
| MS 1979 | Øyvin Thon        | Egil Johansen        | Tore Sagvolden       | 15,1 km, 16 kontrol                  |
| MS 1981 | Øyvin Thon        | Tore Sagvolden       | Morten Berglia       | 14,1 km, 18 kontrol                  |
| MS 1983 | Morten Berglia    | Øyvin Thon           | Sigurd Dæhli         | 14,0 km, 24 kontrol                  |
| MS 1985 | Kari Sallinen     | Tore Sagvolden       | Egil Iversen         | 15,2 km, 23 kontrol                  |
| MS 1987 | Kent Olsson       | Tore Sagvolden       | Urs Flühmann         | 14,6 km, 21 kontrol                  |
| MS 1989 | Petter Thoresen   | Kent Olsson          | Håvard Tveite        | 17,7 km, 24 kontrol                  |
| MS 1991 | Jörgen Mårtensson | Kent Olsson          | Sixten Sild          | 17,4 km, 25 kontrol                  |
| MS 1993 | Allan Mogensen    | Jörgen Mårtensson    | Petter Thoresen      | 13,5 km, 19 kontrol                  |
| MS 1995 | Jörgen Mårtensson | Janne Salmi          | Carsten Jørgensen    | 16,2 km, 30 kontrol                  |
| MS 1997 | Petter Thoresen   | Jörgen Mårtensson    | Kjetil Bjørlo        | 13,7 km, 24 kontrol                  |
| MS 1999 | Bjørnar Valstad   | Carl-Henrik Bjørseth | Alain Berger         | 15,7 km, 25 kontrol                  |
| MS 2001 | Jørgen Rostrup    | Jani Lakanen         | Carl Henrik Bjørseth | 14,4 km, 26 kontrol                  |
| MS 2003 | Thomas Bührer     | Yuri Omeltchenko     | Emil Wingstedt       | 16,7 km, 34 kontrol                  |
| MS 2004 | Bjørnar Valstad   | Mattias Karlsson     | Holger Hott Johansen | 17.11 km, 28 kontrol                 |
| MS 2005 | Andrej Chramov    | Marc Lauenstein      | Holger Hott Johansen | 12,9 km, 29 kontrol                  |
| MS 2006 | Jani Lakanen      | Marc Lauenstein      | Andrej Chramov       | 17,5 km, 32 kontrol                  |
| MS 2007 | Matthias Merz     | Andrey Khramov       | Anders Nordberg      | 18,17 km, 28 kontrol                 |
| MS 2008 | Daniel Hubmann    | Anders Nordberg      | François Gonon       | 17,3 km, 36 kontrol                  |
| MS 2009 | Daniel Hubmann    | Thierry Gueorgiou    | Mikhail Mamleev      | 17,55 km, 33 kontrol                 |
| MS 2010 | Olav Lundanes     | Anders Nordberg      | Thierry Gueorgiou    | 15,1 km, 29 kontrol                  |
| MS 2011 | Thierry Gueorgiou | Pasi Ikonen          | François Gonon       | 15,8 km, 31 kontrol                  |
| MS 2012 | Olav Lundanes     | Matthias Merz        | Edgars Bertuks       | 18,3 km, 31 kontrol                  |
| MS 2013 | Thierry Gueorgiou | Jani Lakanen         | Edgars Bertuks       | 19,8 km, 33 kontrol                  |
| MS 2014 | Thierry Gueorgiou | Daniel Hubmann       | Olav Lundanes        | 16,36 km, 33 kontrol                 |
| MS 2015 | Thierry Gueorgiou | Daniel Hubmann       | Olav Lundanes        | 15,4 km, 32 kontrol                  |
| MS 2016 | Olav Lundanes     | Thierry Gueorgiou    | Daniel Hubmann       | 15,45 km, 30 kontrol                 |
| MS 2017 | Olav Lundanes     | Leonid Novikov       | William Lind         | 17,1 km, 25 kontrol                  |
| MS 2018 | Olav Lundanes     | Ruslan Glibov        | Fabian Hertner       | 16,1 km, 640 m převýšení, 24 kontrol |

## Medailová klasifikace podle zemí
Úplná medailová tabulka:
| Medailová klasifikace podle zemí | Medailová klasifikace podle zemí | Medailová klasifikace podle zemí | Medailová klasifikace podle zemí | Medailová klasifikace podle zemí | Medailová klasifikace podle zemí |
| Umístění                         | Země                             | Zlato                            | Stříbro                          | Bronz                            | Součet                           |
| -------------------------------- | -------------------------------- | -------------------------------- | -------------------------------- | -------------------------------- | -------------------------------- |
|                                  | Norsko                           | 18                               | 10                               | 16                               | 44                               |
|                                  | Švédsko                          | 5                                | 7                                | 4                                | 16                               |
|                                  | Švýcarsko                        | 4                                | 6                                | 2                                | 12                               |
| 4.                               | Francie                          | 4                                | 2                                | 3                                | 9                                |
| 5.                               | Finsko                           | 2                                | 6                                | 1                                | 9                                |
| 6.                               | Rusko                            | 1                                | 2                                | 2                                | 5                                |
| 7.                               | Dánsko                           | 1                                | -                                | 1                                | 2                                |
| 8.                               | Ukrajina                         | -                                | 2                                | -                                | 2                                |
| 9.                               | Lotyšsko                         | -                                | -                                | 2                                | 2                                |
| 10.                              | Itálie                           | -                                | -                                | 1                                | 1                                |